# Helmut Schönefeld

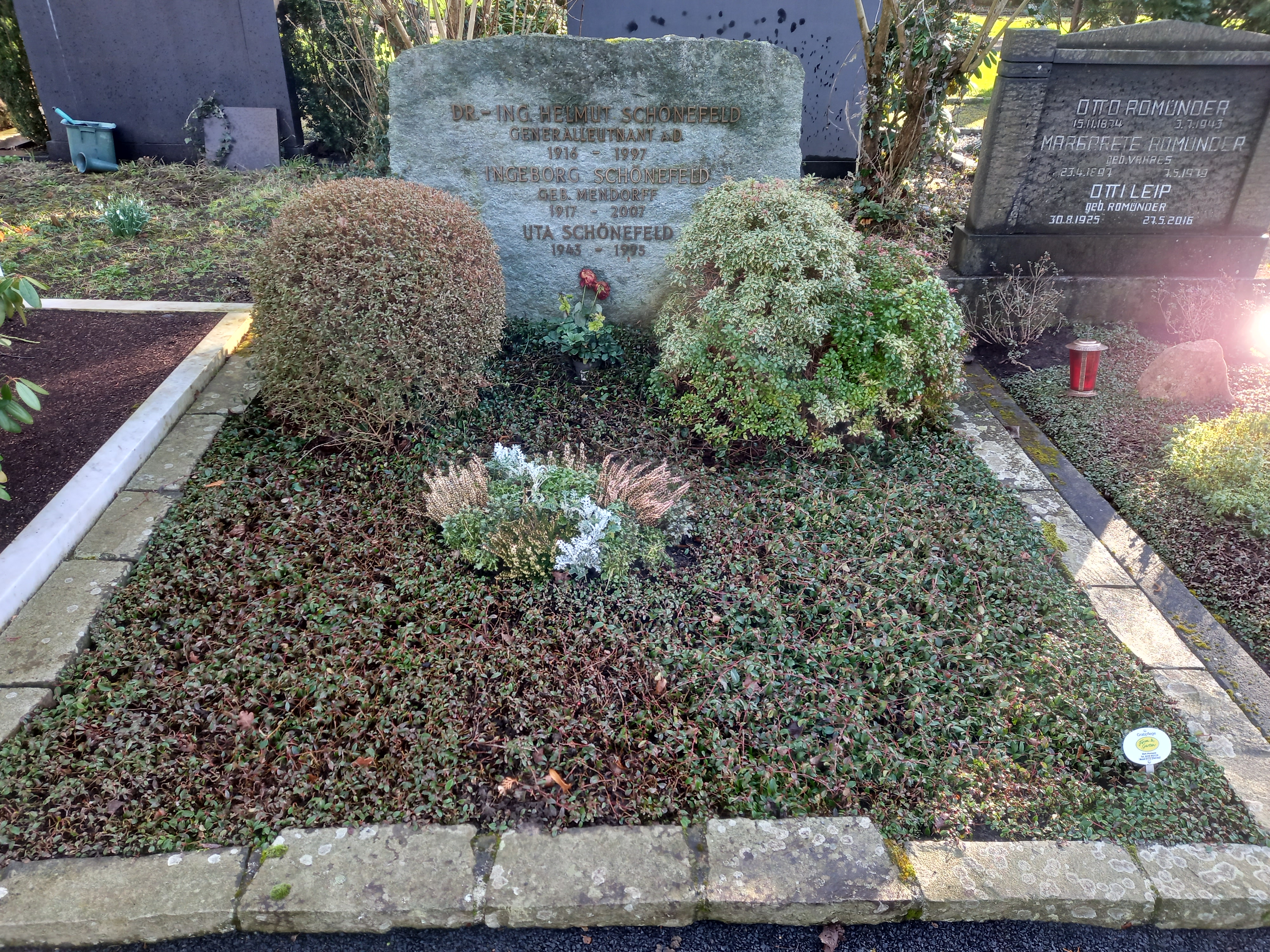
Das Grab von Helmut Schönefeld und seiner Ehefrau Ingeborg geborene Mendorf auf dem Zentralfriedhof Bad Godesberg in Bonn

Helmut Schönefeld (* 27. März 1916 in Erlangen; † 15. April 1997 in Bonn) war ein deutscher Generalleutnant.

## Leben
Schönefeld wurde 1916 als Sohn eines Theologen und klassischen Philologen in Erlangen geboren. Nach seinem Abitur 1934 in Eisenach/Thüringen wurde er Soldat und begann seine Laufbahn als Fahnenjunker in der 1. Preußische Nachrichtenabteilung in Königsberg/Preußen. Zum Offizier wurde er an der Infanterieschule Dresden und an der Heeresnachrichtenschule Halle ausgebildet. Am 1. April 1936 wurde er zum Leutnant befördert. 1942 wurde er zum Generalstabsoffizier ausgebildet. Er war u. a. Generalstabsoffizier in der Operationsabteilung des Generalstabes des Heeres unter den Generalen Heusinger und Wenck. Bei Kriegsende war Schönefeld 1. Generalstabsoffizier (I a) der Division "Hoch- und Deutschmeister".
Nach 1945 arbeitete er als Maurer und Ziegeleiarbeiter in Westfalen. Er studierte Bautechnik (Fachrichtung Architektur) an der TH Hannover und schloss es 1949 mit der Diplomprüfung (Dipl.- Ing.) ab. Von 1950 bis 1955 war er wissenschaftlicher Mitarbeiter am Institut für Bauforschung e. V. in Hannover bei Wolfgang Triebel. Er promovierte 1953 mit einer Arbeit über die arbeitstechnische und arbeitsphysiologische Rationalisierung herkömmlicher Bauarten.
1956 trat Schönfeld als Oberstleutnant in die im Aufbau befindliche Bundeswehr ein. Er war zunächst im Führungsstab der Bundeswehr und im Kommando der Territorialen Verteidigung tätig, wo er u. a. als Referent für befestigte Anlagen die Arbeiten des ehemaligen Festungspionierwesens wieder aufzunehmen hatte. Von 1959 bis 1963 war er Kommandeur eines Pionierregiments. In diese Zeit fiel der erste Brückenschlag einer schweren Schwimmbrücke für alle militärischen Lastenklassen über den Rhein.
1963 wurde Schönefeld Referent für Rüstungsangelegenheiten im Führungsstab des Heeres. In diese Zeit fielen u. a. Entscheidungen über die Einführung des Kampfpanzers "Leopard", über die Forderungen zur Entwicklung der deutschen Schützenpanzer-"Familie", über die Weiterentwicklung der Panzerabwehr- und Flugabwehrwaffen des Heeres und die ersten Verhandlungen über die multilaterale Entwicklung u. a. von Kampfpanzern, Artilleriewaffen und Aufklärungsdrohnen innerhalb der NATO. Ab 1. April 1966 leitete Schönefeld die Unterabteilung Wehrtechnik Land im Bundesverteidigungsministerium. In der internationalen Rüstungszusammenarbeit vertrat er den Bundesminister der Verteidigung u. a. im Spitzengremium der NATO für Fragen der Rüstung von Landstreitkräften.
Am 1. Aug. 1966 erfolgte Schönefelds Beförderung zum Brigadegeneral. Er übernahm 1968 das Kommando über die 4. Panzergrenadier-Division in Regensburg und wurde am 4. Nov. 1968 zum Generalmajor befördert. Im Herbst 1970 trat Schönefeld als Generalleutnant und Kommandierender General des II. Korps in Ulm die Nachfolge von General Thilo an. 1976 trat Schönefeld in den Ruhestand, den er in Bonn-Bad Godesberg verbrachte.

## Auszeichnungen
- Kriegsverdienstkreuz 1. Klasse mit Schwertern
- 1945: Deutsches Kreuz in Silber[7]
- 1972: Großes Verdienstkreuz der Bundesrepublik Deutschland
- 1975: Großes Verdienstkreuz mit Stern der Bundesrepublik Deutschland[8]

## Veröffentlichungen
- Schönefeld, Helmut: Die Steigerung der Maurerleistung durch Verwendung grossformatiger Mauersteine. Franckh, Stuttgart 1953.
- Schönefeld, Helmut: Rationelles Mauerwerk aus arbeitstechnisch und arbeitsphysiologisch vorteilhaften Bausteinen. 1953.
- Schönefeld, Helmut: Rationalisierung der Maurerarbeiten. Ernst, Berlin 1957.